# Línea NC2 (EMT Madrid)
La línea NC2 (a efectos internos, línea 530) de la EMT de Madrid es una línea nocturna circular que une diversos puntos de Madrid en el sentido contrario al de las agujas del reloj. El sentido contrario lo proporciona la línea NC1.

## Historia
La primitiva línea NC2 se puso en servicio en 2002, con un recorrido circular relativamente corto que no salía del centro de la ciudad. Recorría la Gran Vía, calle Princesa, Los Bulevares y el Paseo de Recoletos. Tenía sus cabeceras de regulación en Cibeles y Argüelles. Sólo prestaba servicio noches de viernes, sábados y vísperas de festivos, y su frecuencia oscilaba entre los 16 y 17 minutos durante toda la noche.
Fue suprimida en octubre de 2013.

## Características
Esta línea comenzó a prestar servicio el 29 de noviembre de 2023, mallando la red de líneas nocturnas y uniendo entre sí la mayoría de los principales intercambiadores de la ciudad.
Su recorrido es idéntico al de la C2, excepto en el tramo comprendido entre Mariano de Cavia y Manuel Becerra. En vez de ir por Menéndez Pelayo, Doce de Octubre, Narváez y Jorge Juan, circula por la Avenida del Mediterráneo, Conde de Casal y Doctor Esquerdo.

### Horarios de salida
| Horas salidas desde Cuatro Caminos                                   | |
| Domingos a Jueves y festivos                                         | Viernes, Sábados y vísperas de festivos |
| 23:25 - 0:00 - 0:35 - 1:10 - 1:45 - 2:20 - 2:55 - 3:30 - 4:05 - 4:40 | 23:15 - 23:40 - 0:05 - 0:25 - 0:40 0:55 - 1:10 - 1:25 - 1:40 - 1:55 2:10 - 2:25 - 2:40 - 2:55 - 3:10 3:25 - 3:40 - 3:55 - 4:10 - 4:25 4:40 - 5:00 - 5:20* - 5:50* - 6:20* |
| Horas salidas desde Atocha                                           | |
| Domingos a Jueves y festivos                                         | Viernes, Sábados y vísperas de festivos |
| 0:00 - 0:35 - 1:10 - 1:45 - 2:20 - 2:55 - 3:30 - 4:05 - 4:40 - 5:15  | 23:50 - 0:15 - 0:35 - 0:50 - 1:05 1:20 - 1:35 - 1:50 - 2:05 - 2:20 2:35 - 2:50 - 3:05 - 3:20 - 3:35 3:50 - 4:05 - 4:20 - 4:35 - 4:50 5:05 - 5:20 - 5:40 - 6:00* - 6:30*   |
| * Sólo Sábados y vísperas de festivo                                 | |

## Recorrido y paradas
NOTA 1: En las paradas marcadas en gris, puede ser necesario cambiarse al autobús de delante.
NOTA 2: Debido a las obras de ampliación de la línea 11 de Metro, las paradas sombreadas en naranja sustituyen a aquellas sombreadas en rojo.
| Código | Parada                                           | Común con   | Conexiones con Metro y Cercanías | Otros           |
| ------ | ------------------------------------------------ | ----------- | -------------------------------- | --------------- |
| 1940   | CUATRO CAMINOS (C/ Raimundo Fdez. Villaverde, 1) |             | Cuatro Caminos                   | N23             |
| 1416   | Ibáñez Ibero                                     |             | Guzmán el Bueno                  |                 |
| 5141   | Vicente Aleixandre                               |             | Vicente Aleixandre               |                 |
| 2705   | Hospital Clínico                                 |             | Islas Filipinas                  |                 |
| 3687   | Moncloa                                          | N21         | Moncloa                          | N28 N31         |
| 737    | Altamirano                                       | N21         |                                  |                 |
| 735    | Argüelles                                        | N21         | Argüelles                        |                 |
| 173    | Ventura Rodríguez                                | N21         | Ventura Rodríguez                |                 |
| 741    | Plaza de España (C/ Princesa, 1)                 | N21         | Plaza de España                  |                 |
| 599    | Jardines de Sabatini                             | N18 N19 N20 |                                  |                 |
| 4070   | Glorieta de San Vicente                          | N18 N19     | Príncipe Pío                     |                 |
| 2367   | Parque de Atenas                                 |             |                                  |                 |
| 2364   | Ronda de Segovia-Paseo Imperial                  |             |                                  |                 |
| 2360   | Puerta de Toledo                                 |             | Puerta de Toledo                 | N16 N26         |
| 2358   | El Rastro                                        |             |                                  |                 |
| 5104   | Embajadores                                      |             | Embajadores                      |                 |
| 85     | Teatro Circo Price                               | N12 N15 N17 |                                  |                 |
| 4985   | Reina Sofía                                      | N12 N15 N17 |                                  | N14             |
| 5710   | Estación de Atocha                               |             | Atocha                           | N10 N11 N13 N25 |
| 2046   | Basílica de Atocha                               | N9          |                                  |                 |
| 1402   | Basílica de Atocha                               | N9          |                                  |                 |
| 2048   | Reina Cristina                                   | N9          |                                  |                 |
| 2130   | Mariano de Cavia                                 | N9          |                                  |                 |
| 2126   | Av. Mediterráneo-Conde de Casal                  | N9          | Conde de Casal                   | N301 N302 N303  |
| 1432   | Nazaret                                          |             |                                  |                 |
| 4713   | Metro Sainz de Baranda                           | N8          | Sainz de Baranda                 |                 |
| 5822   | Doctor Esquerdo-O'Donnell                        |             | O'Donnell                        | N6 N27          |
| 1428   | Manuel Becerra                                   |             | Manuel Becerra                   | N5 N7           |
| 784    | Francisco Silvela-Juan Bravo                     |             | Diego de León                    | N3              |
| 788    | Intercambiador de Avenida de América             |             | Avenida de América               | N4 261 282 N202 |
| 2701   | Francisco Silvela-Príncipe de Vergara            |             |                                  | N2              |
| 4999   | Joaquín Costa-Velázquez                          |             |                                  |                 |
| 419    | República Argentina                              |             | República Argentina              | N1              |
| 2697   | Nuevos Ministerios                               |             | Nuevos Ministerios               | N22 N24         |
| 2694   | Fernández Villaverde-Aviador Zorita              |             |                                  |                 |

## Galería de imágenes

Mapa zonal de la estación de metro de Diego de León con los recorridos de las líneas de autobuses, entre las que aparece el NC2.
Mapa zonal de la estación de Guzmán el Bueno con las líneas de autobuses que pasan por ella, entre las que se encuentra la línea NC2.